# Zhuihu

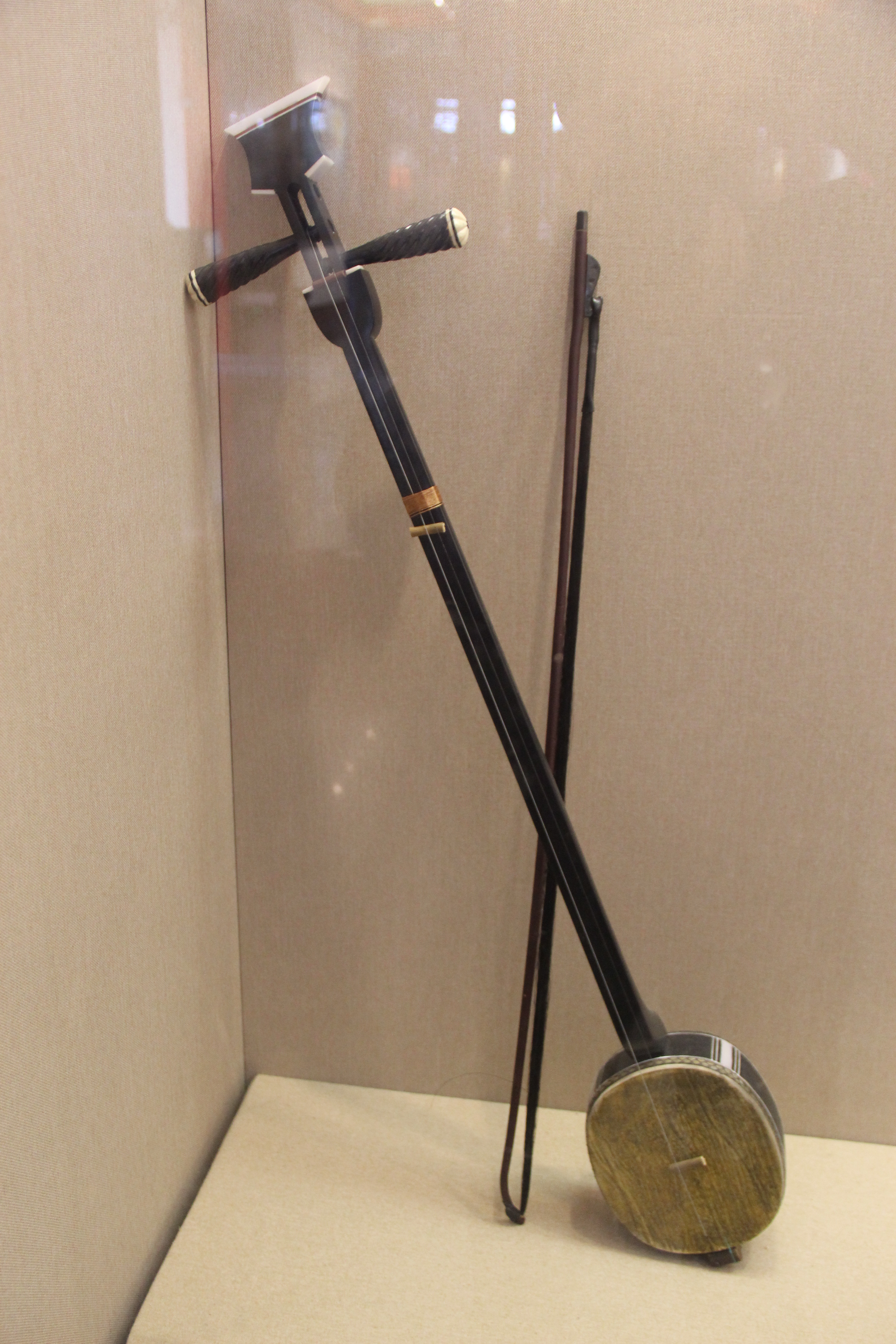
Zhuihu mit Bogen

Zhuihu (chinesisch 坠胡, Pinyin zhùihú, auch zhuiqin, zhuizixian) ist eine zweisaitige, mit dem Bogen gestrichene Röhrenspießgeige, die in der traditionellen chinesischen Musik gespielt wird.

## Bauform
Die zhuihu besitzt zwei Saiten, die von einem mit Schlangenhaut bespannten Korpus ausgehend über ein bundloses Griffbrett geführt werden. Die Saiten werden während des Spiels mit den Fingern einer Hand gegen das Griffbrett gedrückt. Die beiden langen Holzwirbel sind seitlich gegenständig im Unterschied zur zweisaitigen chinesischen erhu, deren Wirbel nach hinten ragen. Die Saiten der erhu werden als weiterer Unterschied zur zhuihu nur seitlich berührt und nicht niedergedrückt.
In den 1920er Jahren entwickelte der chinesische Volkskünstler Wang Dianyu aus der zhuihu das leiqin, das als Solo- und Orchesterinstrument eingesetzt wird. Eine verwandte Röhrenspießgeigen in Japan ist die kokyu.

## Spielweise
Das Instrument wird als Soloinstrument benutzt, um traditionelle, erzählende Gesänge, die als zhuizi bezeichnet werden, zu begleiten. Diese Erzählgesänge stammten ursprünglich aus der chinesischen Provinz Henan. Im Orchestereinsatz werden mit der zhuihu menschliche und tierische Stimmen imitiert.